# Roșieticii Vechi, Florești
Roșieticii Vechi este un sat din cadrul comunei Roșietici din raionul Florești Republica Moldova.

## Istorie
Prima atestare documentară a satului datează din 1623 când domnitorul Ștefan Tomșa întărea lui Manolache Vameș mai multe sate din ținutul Soroca, printre care și Roșieticii:
„Din mila lui Dumnezeu, noi, Io Ștefan Tomșa voievod, domn al Țării Moldovei. Facem cunoscut cu aceasta carte a noastră tuturor care o vor vedea sau o vor auzi citindu-se. Iată acel adevărat boier al nostru credincios, Manolachi, mare vameș, a slujit înainte sfântrăposaților domni de mai înainte dreptcredincios și a slujit și domniei mele drept și credincios. Deci noi, dacă am văzut slujba lui dreaptă și credincioasă față de noi, i-am miluit cu mila noastră deosebită și i-am dat și i-am miluit de la noi în țara noastră a Moldovei cu trei sate, anume: Rogojanii, și Vistiernicii și Roșiacii pe Răut, care sunt în ținutul Soroca, cu vaduri de moară și cu bălți de pește, și satul Mășceanii pe Nistru în același ținut, care acele sate mai sus scrise au fost ale lui Isac Balica hatman, dar le-a pierdut în viclenia sa, când s-a ridicat cu domnul său, Constantin voievod, și cu mare mulțime de leși și cazaci împotriva domniei mele ....

...

Iar pentru mai mare putere și întărire a celor tuturor mai sus scrise am poruncit credinciosului și cinstitului nostru boier panului Ionașco Gheanghea mare logofăt să scrie și să lege pecetea noastră la această carte adevărată a noastră.

În anul 7131 <1623> aprilie 9 zile.

Ștefan voievod.

Ionașco Gheanghea.”
În 1964, satele Roșieticii Noi și Roșieticii Vechi au fost unite într-un singur sat, numit Roșietici. În 1992 s-a revenit la situația inițială, cele două sate redevenind separate.

## Demografie
Conform recensământului populației din 2004, satul Roșieticii Vechi avea 799 locuitori: 796 moldoveni/români, 2 ruși și 1 ucrainean.